# Triquerville
Triquerville est une ancienne commune française, située dans le département de la Seine-Maritime en région Normandie.
La commune fusionne avec trois autres le 1er janvier 2016 pour former la commune nouvelle de Port-Jérôme-sur-Seine et prend à cette date le statut de commune déléguée.
Ses habitants sont appelés les Triquervillais.

## Géographie

### Localisation
| Touffreville-la-Cable    | Touffreville-la-Cable | Villequier        |
| Touffreville-la-Cable    | Triquerville          | Villequier        |
| Notre-Dame-de-Gravenchon | Norville              | Vatteville-la-Rue |

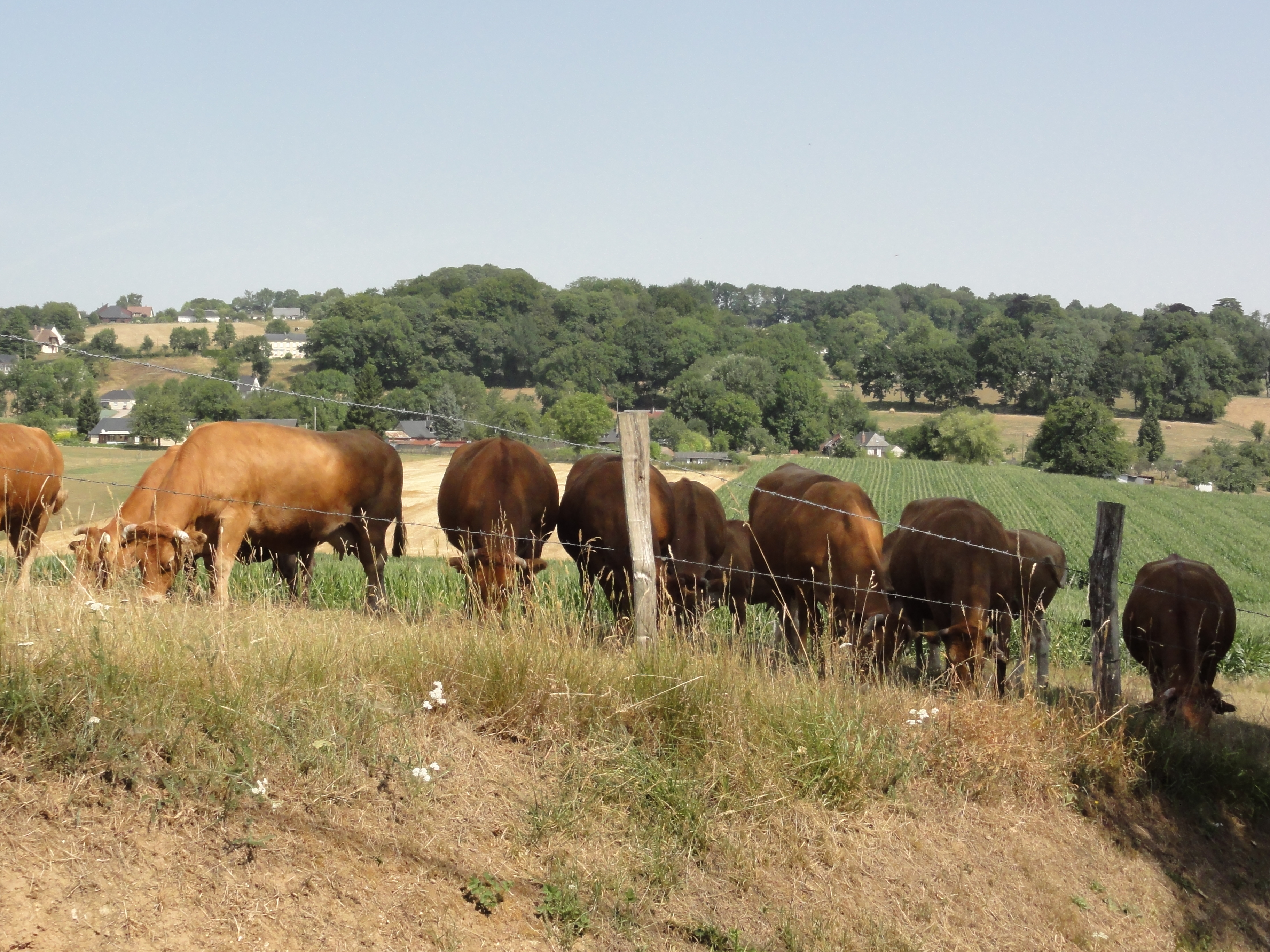
Paysage.
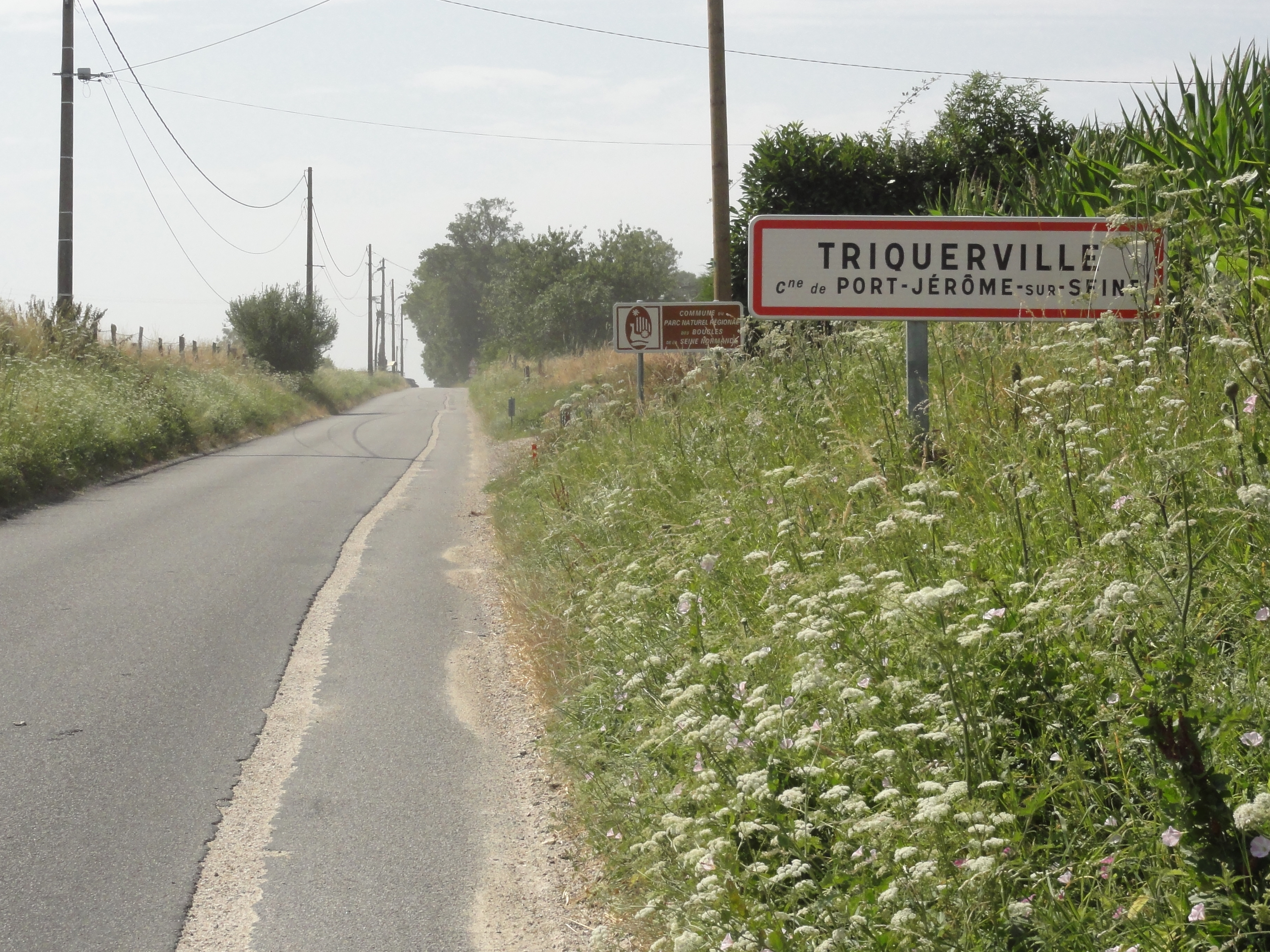
Entrée de Triquerville.
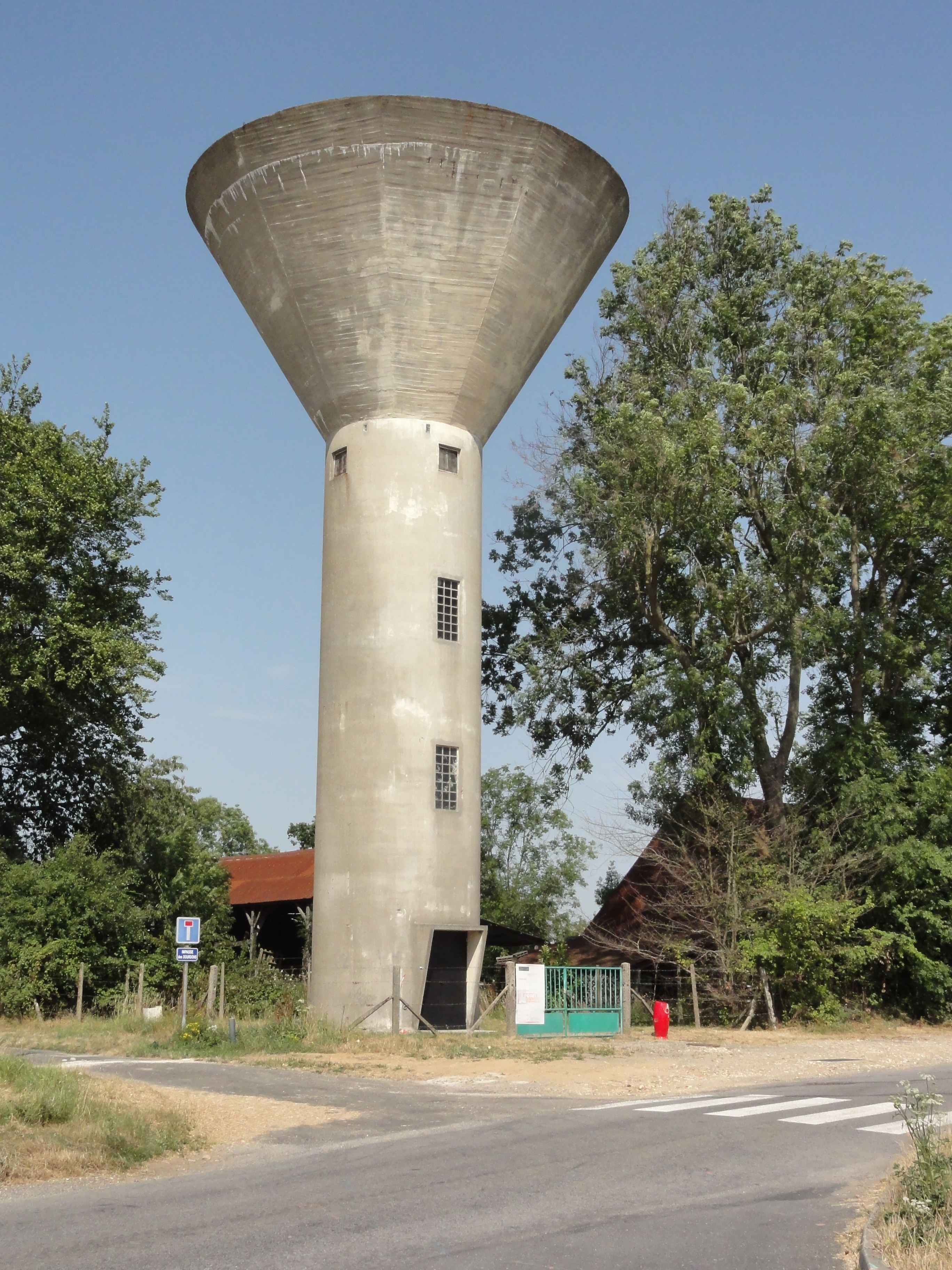
Château-d'eau.

### Milieux naturels et biodiversité
Elle fait partie du parc naturel régional des Boucles de la Seine normande.

## Toponymie
Le nom de la localité est attesté sous les formes Tragarvilla vers 1210, Tresgarvilla en 1220 - 1223, Tragarvilla vers 1240.
Il s'agit d'une formation toponymique en -ville au sens ancien de « domaine rural ». Le premier élément Triquer- représente, conformément au cas général, un anthroponyme. 
Albert Dauzat y voit le nom d'homme franc Trasgar, suivi par François de Beaurepaire et Ernest Nègre qui emploient le terme plus général de germanique et le latinisent en Trasgarius. Ce nom est cité par Marie-Thérèse Morlet.
Il se superpose au nom de personne norrois *Þrasgeir, non attesté, mais connu par sa forme contractée Þrasarr.
Remarque : l'évolution phonétique de l'élément Tra(s)ga(r)- > Trique(r)- ressemble à celle que l'on observe dans Triqueville (Eure, Tregavilla vers 1080).

## Histoire
La ville-centre de Gravenchon et trois villages dont Auberville-la-Campagne ont décidé en 2015 de s'unir car ils sont situés dans le même bassin de vie et afin de bénéficier d'une incitation financière de l'État, qui leur permet soit d'éviter une forte augmentation des impôts, soit de devoir supprimer des services aux habitants,.
La commune nouvelle de Port-Jérôme-sur-Seine, qui fusionne les  quatre anciennes communes d'Auberville-la-Campagne, Notre-Dame-de-Gravenchon, Touffreville-la-Cable et Triquerville, devenues des communes déléguées, est  créée par un arrêté préfectoral du 30 novembre 2015 à la demande des quatre conseils municipaux et après une consultation de la population,,,.

## Politique et administration
| Période                                  | Période                        | Identité         | Étiquette | Qualité                                                   |
| ---------------------------------------- | ------------------------------ | ---------------- | --------- | --------------------------------------------------------- |
| Les données manquantes sont à compléter. |                                |                  |           |                                                           |
|                                          |                                | Bouchard         |           |                                                           |
| 15 janvier 1868                          |                                | Isidore Manoury  |           |                                                           |
| 1902                                     |                                | de Triquerville  |           |                                                           |
| mars 2001                                | mars 2014                      | Michel Lepointe  | DVD       |                                                           |
| mars 2014                                | En cours (au 16 décembre 2015) | Catherine Racine |           | Devient maire délégué de Triquerville le 1er janvier 2016 |

## Population et société

### Démographie
L'évolution du nombre d'habitants est connue à travers les recensements de la population effectués dans la commune depuis 1793. À partir du 1er janvier 2009, les populations légales des communes sont publiées annuellement dans le cadre d'un recensement qui repose désormais sur une collecte d'information annuelle, concernant successivement tous les territoires communaux au cours d'une période de cinq ans. 
Pour les communes de moins de 10 000 habitants, une enquête de recensement portant sur toute la population est réalisée tous les cinq ans, les populations légales des années intermédiaires étant quant à elles estimées par interpolation ou extrapolation. Pour la commune, le premier recensement exhaustif entrant dans le cadre du nouveau dispositif a été réalisé en 2006,.
En 2013, la commune comptait 364 habitants, en évolution de −6,19 % par rapport à 2008 (Seine-Maritime : +0,48 %, France hors Mayotte : +2,49 %).
| 1793 | 1800 | 1806 | 1821 | 1831 | 1836 | 1841 | 1846 | 1851 |
| ---- | ---- | ---- | ---- | ---- | ---- | ---- | ---- | ---- |
| 292  | 268  | 280  | 320  | 327  | 324  | 272  | 332  | 316  |

| 1856 | 1861 | 1866 | 1872 | 1876 | 1881 | 1886 | 1891 | 1896 |
| ---- | ---- | ---- | ---- | ---- | ---- | ---- | ---- | ---- |
| 267  | 240  | 231  | 228  | 259  | 272  | 236  | 275  | 234  |

| 1901 | 1906 | 1911 | 1921 | 1926 | 1931 | 1936 | 1946 | 1954 |
| ---- | ---- | ---- | ---- | ---- | ---- | ---- | ---- | ---- |
| 252  | 235  | 181  | 171  | 164  | 173  | 165  | 178  | 175  |

| 1962 | 1968 | 1975 | 1982 | 1990 | 1999 | 2006 | 2011 | 2013 |
| ---- | ---- | ---- | ---- | ---- | ---- | ---- | ---- | ---- |
| 171  | 205  | 236  | 307  | 350  | 348  | 388  | 371  | 364  |

## Enseignement

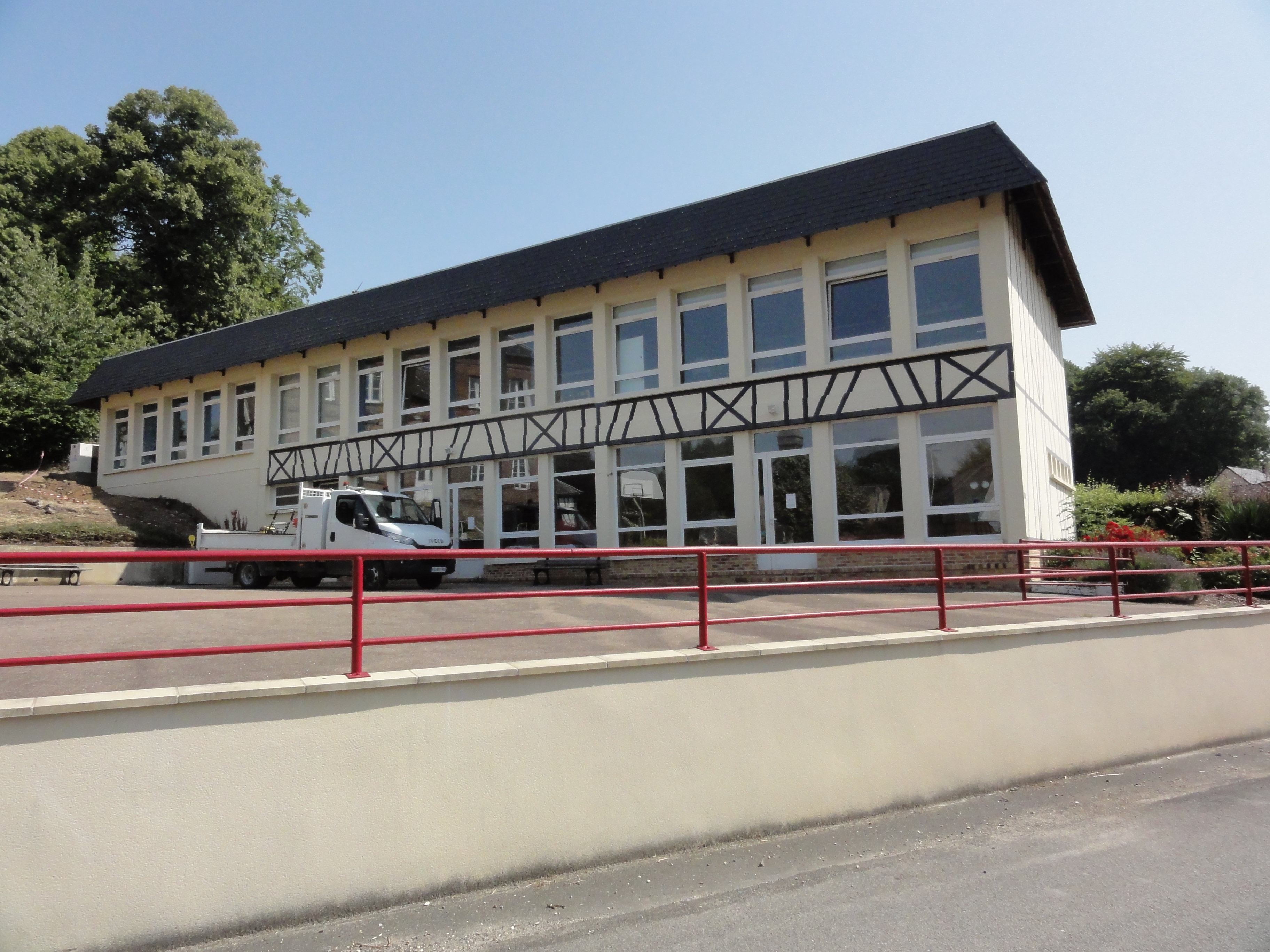
L'école de Triquerville.

La commune relève de l'académie de Normandie.

## Culture locale et patrimoine

### Lieux et monuments
- Église Saint-Jean-Baptiste, inscrite monument historique par arrêté du 17 juillet 2013[18].
- Fontaine Saint-Jean-Baptiste avec la statue du saint.

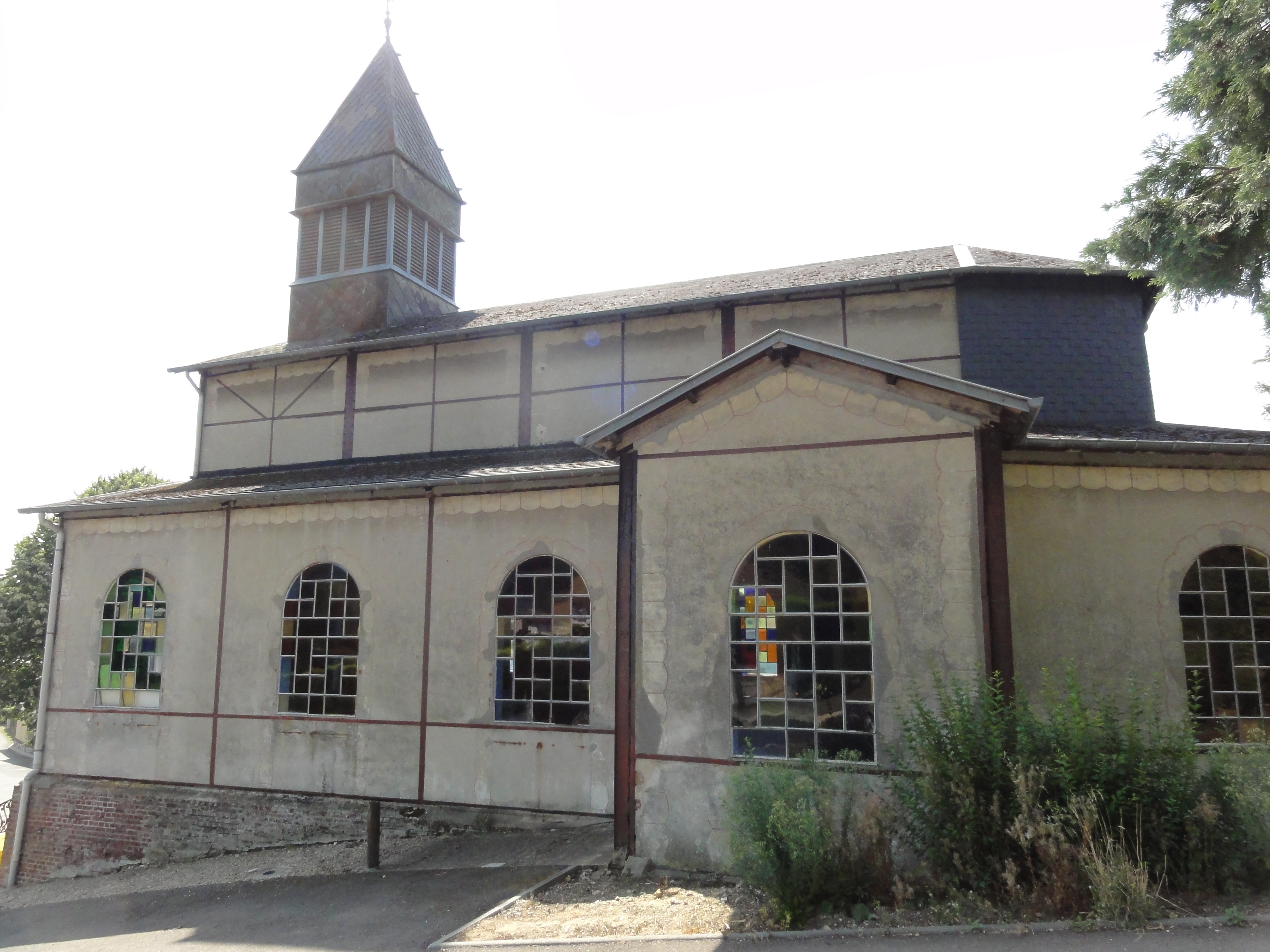
Église Saint-Jean-Baptiste.
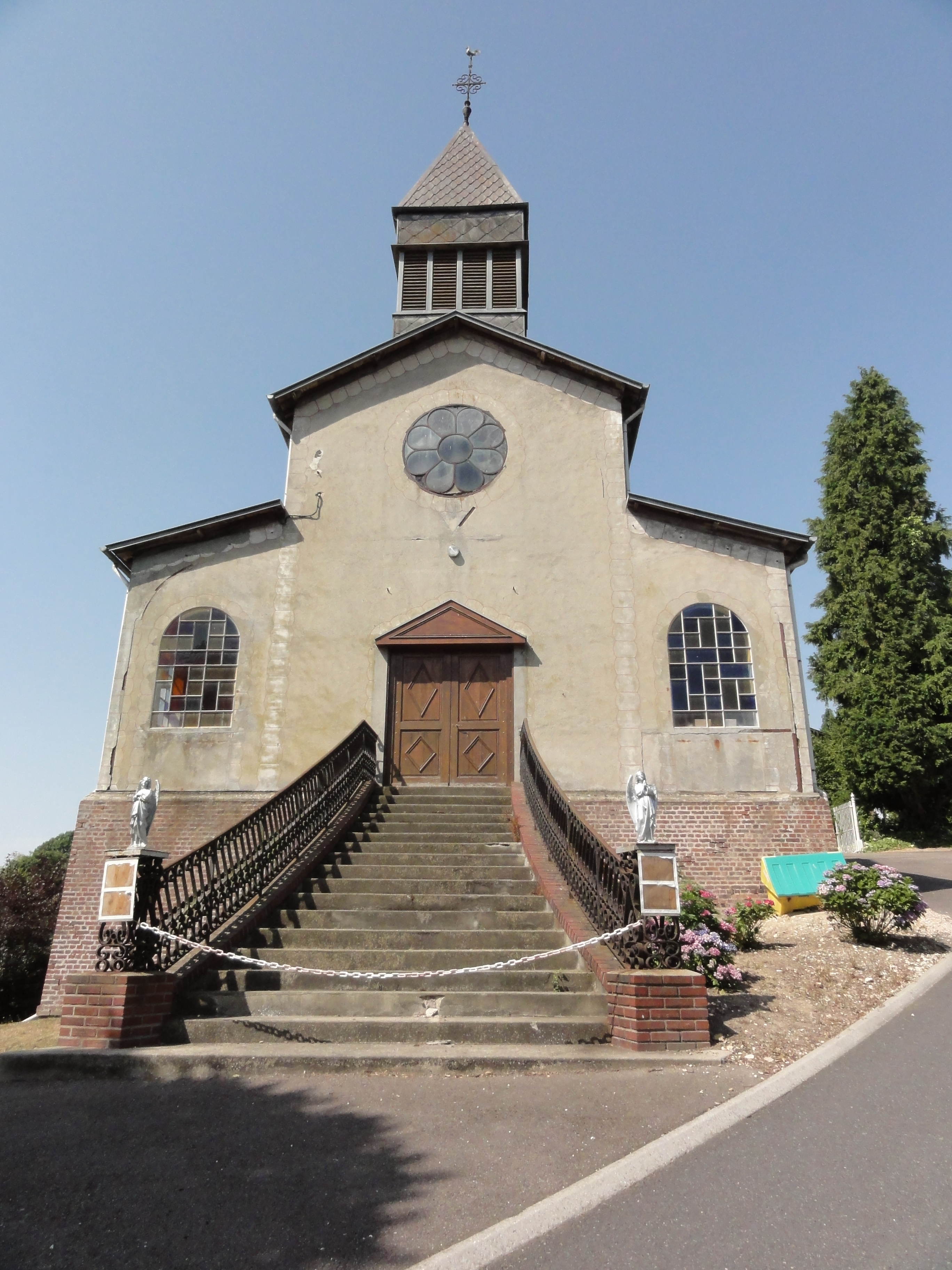
Église Saint-Jean-Baptiste.
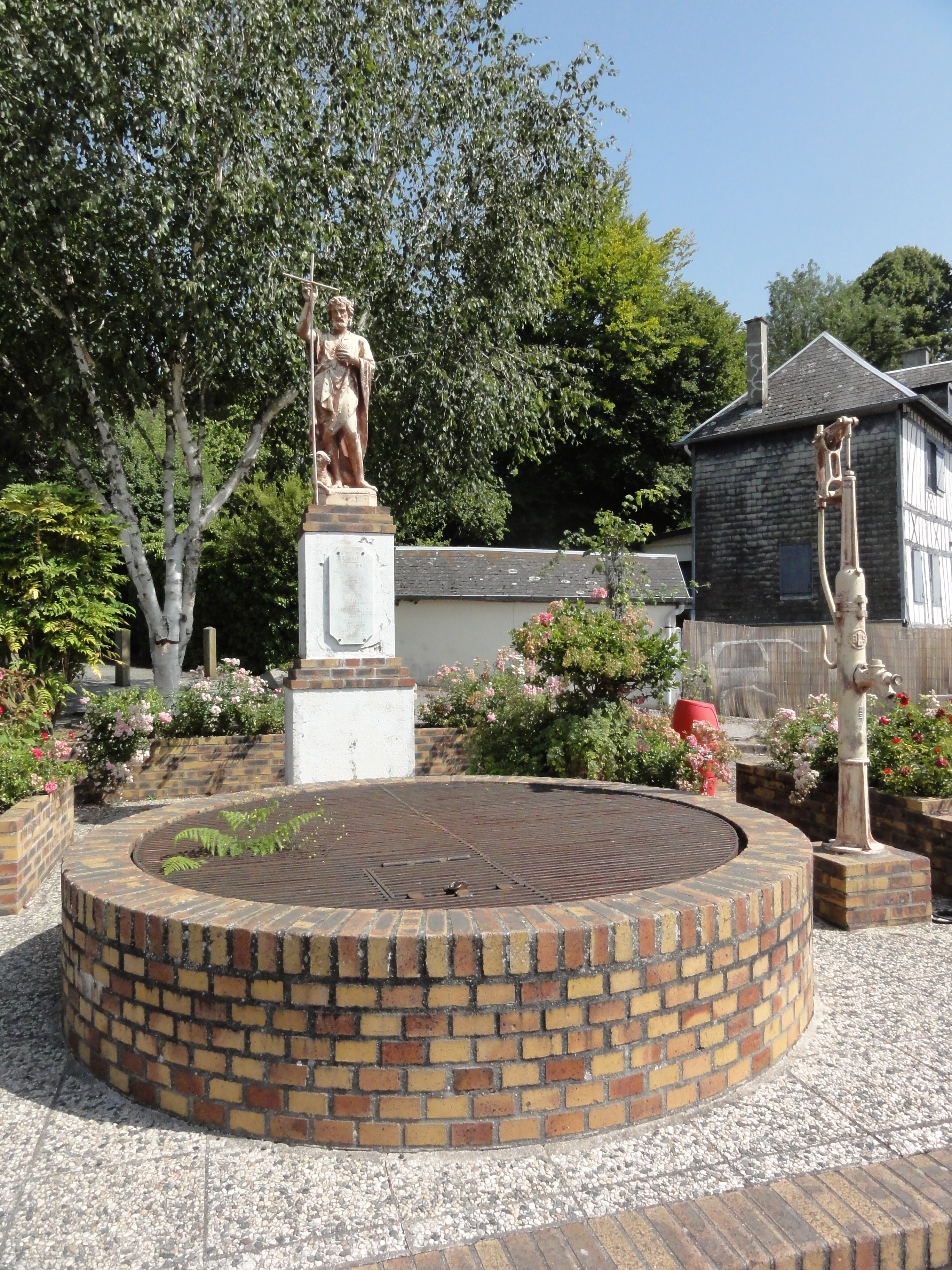
Fontaine Saint-Jean-Baptiste.